# Mission secrète pour Lemmy Logan
Pour plus de détails, voir Fiche technique et Distribution.
Mission secrète pour Lemmy Logan (Agente Logan - Missione Ypotron) est un film d'espionnage et de science-fiction italien sorti en 1966, réalisé par Giorgio Stegani.

## Synopsis
L'agent Logan et son collaborateur Wilson mènet une enquête sur le scientifique Morrow, dont il semble qu'il trame un plan de destruction du monde. Ayant échappé à diverses embuscades et poursuites, Logan parvient, avec un peu de chance et après divers événements inattendus, à pénétrer dans le laboratoire de Morrow et à déjouer le terrible complot.

## Fiche technique
- Titre français : Mission secrète pour Lemmy Logan[1]
- Titre original : Agente Logan - Missione Ypotron
- Réalisation : Giorgio Stegani
- Scénario : Remigio Del Grosso
- Genres : action, science-fiction, espionnage
- Musique : Nico Fidenco
- Production : Bruno Turchetto, Alberto Dionisi, Giuseppe Valenzano, Giulio Sbarigia, José Frade pour Dorica Film, Euro International Films et Atlantida Films[1]
- Pays de production :  Italie
- Langue originale : italien
- Durée : 97 min[1]
- Format d'image : 2,35:1
- Dates de sortie : 
  - Italie : 1966
  - France : 6 septembre 1967[1]
- Affiche : Constantin Belinsky (France)

## Distribution
- Luis Dávila : Lemmy Logan
- Gaia Germani : Jeanne Morrow
- Alfredo Mayo : Leikman
- Jesús Puente : Wilson
- Janine Reynaud : Carol
- Nando Angelini : technicien du son
- Benito Stefanelli : Dwan, homme de main
- Luciano Pigozzi : Strike